# Sauvatèrra de Guiana
Sauvatèrra de Guiana (en francès Sauveterre-de-Guyenne) és un municipi francès situat al departament de la Gironda i a la regió de la Nova Aquitània.

## Demografia
| 1962                                       | 1968  | 1975  | 1982  | 1990  | 1999  | 2007 |
| ------------------------------------------ | ----- | ----- | ----- | ----- | ----- | ---- |
| 1.676                                      | 1.681 | 1.557 | 1.644 | 1.715 | 1.792 |      |
| Des de 1962: població sense dobles comptes |       |       |       |       |       |      |

## Administració
| Període   | Identitat       | Partit |
| --------- | --------------- | ------ |
| 2001-2008 | Pierre Teulet   | PS     |
| 2008-     | Yves d'Amécourt | UMP    |

## Agermanaments
- Olite
- Sottrum